# Pedro María Egaña
Pedro María Egaña Urdiroz (Villava, Navarra, 15 de abril de 1933 - 3 de junio de 2013), es un exjugador de fútbol.
Inició su carrera futbolística como jugador del Anaitasuna, para pasar a formar parte en su época juvenil del Oberena de la capital Navarra, Pamplona. Tras dos temporadas pasó a formar parte de la primera plantilla del Club Atlético Osasuna, donde permaneció 10 temporadas. Llegó a disputar 96 partidos en sus cinco temporadas en Primera división.
También fue un destacado pelotari aficionado, llegando a ser cuatro veces campeón de España de pala corta y pala larga, formado pareja con Santiago Mendiluce y Fernando Casado.